# Рой Емерсон
Рой Стенлі Емерсон (англ. Roy Stenley Emerson; нар. 3 листопада 1936 ) — австралійський тенісист, переможець 28-ми турнірів Великого шолома, 12-ти в одиночному розряді й 16-ти в парному розряді,  який завершив кар'єрний великий шолом в обох дисциплінах. 
12 титулів Великого шолома були найвищим показником до 2000 року, коли це досягнення перевершив Піт Сампрас. Шість перемог на Відкритому чемпіонаті Австралії залишались рекордними до 2019-го, коли Новак Джокович виграв усьоме, однак 5 звитяг поспіль залишаються унікальними. 
Виступаючи за Австралію Емерсон вісім разів поспіль вигравав Кубок Девіса. Попри звабливі пропозиції він залишався любителем аж до початку Відкритої ери. 
У 1982-му Емерсона введено до Міжнародної зали тенісної слави.

## Фінали турнірів Великого шолома

### Одиночний розряд: 15 (12 титулів)
| Результат | Рік  | Турнір               | Поверхня | Супротивник | Рахунок                 |
| --------- | ---- | -------------------- | -------- | ----------- | ----------------------- |
| Перемога  | 1961 | Чемпіонат Австралії  | Трава    | Род Лейвер  | 1–6, 6–3, 7–5, 6–4      |
| Перемога  | 1961 | Чемпіонат США        | Трава    | Род Лейвер  | 7–5, 6–3, 6–2           |
| Поразка   | 1962 | Чемпіонат Австралії  | Трава    | Род Лейвер  | 6–8, 6–0, 4–6, 4–6      |
| Поразка   | 1962 | Чемпіонат Франції    | Ґрунт    | Род Лейвер  | 6–3, 6–2, 3–6, 7–9, 2–6 |
| Поразка   | 1962 | Чемпіонат США        | Трава    | Род Лейвер  | 2–6, 4–6, 7–5, 4–6      |
| Перемога  | 1963 | Чемпіонат Австралії  | Трава    | Кен Флетчер | 6–3, 6–3, 6–1           |
| Перемога  | 1963 | Чемпіонат Франції    | Ґрунт    | П'єр Дармон | 3–6, 6–1, 6–4, 6–4      |
| Перемога  | 1964 | Чемпіонат Австралії  | Трава    | Фред Столл  | 6–3, 6–4, 6–2           |
| Перемога  | 1964 | Вімблдонський турнір | Трава    | Фред Столле | 6–4, 12–10, 4–6, 6–3    |
| Перемога  | 1964 | Чемпіонат США        | Трава    | Фред Столле | 6–2, 6–2, 6–4           |
| Перемога  | 1965 | Чемпіонат Австралії  | Трава    | Фред Столле | 7–9, 2–6, 6–4, 7–5, 6–1 |
| Перемога  | 1965 | Вімблдонський турнір | Трава    | Фред Столле | 6–2, 6–4, 6–4           |
| Перемога  | 1966 | Чемпіонат Австралії  | Трава    | Артур Еш    | 6–4, 6–8, 6–2, 6–3      |
| Перемога  | 1967 | Чемпіонат Австралії  | Трава    | Артур Еш    | 6–4, 6–1, 6–1           |
| Перемога  | 1967 | Чемпіонат Франції    | Ґрунт    | Тоні Рош    | 6–1, 6–4, 2–6, 6–2      |

### Пари: 28 (16 титулів)
| Результат        | Рік  | Турнір               | Поверхня | Партнер        | Супротивники                       | Рахунок                     |
| ---------------- | ---- | -------------------- | -------- | -------------- | ---------------------------------- | --------------------------- |
| Поразка          | 1958 | Чемпіонат Австралії  | Трава    | Боб Марк       | Ешлі Купер Ніл Фрейзер             | 5–7, 8–6, 6–3, 3–6, 5–7     |
| Поразка          | 1959 | Чемпіонат Франції    | Ґрунт    | Ніл Фрейзер    | Нікола П'єтранджелі Орландо Сірола | 3–6, 2–6, 12–14             |
| Перемога         | 1959 | Вімблдонський турнір | Трава    | Ніл Фрейзер    | Род Лейвер Роберт Марк             | 8–6, 6–3, 14–16, 9–7        |
| Перемога         | 1959 | Чемпіонат США        | Трава    | Ніл Фрейзер    | Ерл Бухгольц Алекс Ольмедо         | 3–6, 6–3, 5–7, 6–4, 7–5     |
| Поразка          | 1960 | Чемпіонат Австралії  | Трава    | Ніл Фрейзер    | Род Лейвер Боб Марк                | 6–1, 2–6, 4–6, 4–6          |
| Перемога         | 1960 | Чемпіонат Франції    | Ґрунт    | Ніл Фрейзер    | Хосе Луїс Арілла Андрес Хімено     | 6–2, 8–10, 7–5, 6–4         |
| Перемога         | 1960 | Чемпіонат США        | Трава    | Ніл Фрейзер    | Род Лейвер Роберт Марк             | 9–7, 6–2, 6–4               |
| Поразка          | 1961 | Чемпіонат Австралії  | Трава    | Марті Малліган | Род Лейвер Роберт Марк             | 3–6, 5–7, 6–3, 11–9, 2–6    |
| Перемога         | 1961 | Чемпіонат Франції    | Ґрунт    | Род Лейвер     | Роберт Гоу Роберт Марк             | 3–6, 6–1, 6–1, 6–4          |
| Перемога         | 1961 | Вімблдонський турнір | Трава    | Ніл Фрейзер    | Боб Г'юїтт Фред Столл              | 6–4, 6–8, 6–4, 6–8, 8–6     |
| Перемога         | 1962 | Чемпіонат Австралії  | Трава    | Ніл Фрейзер    | Боб Х'юїтт Фред Столле             | 4–6, 4–6, 6–1, 6–4, 11–9    |
| Перемога         | 1962 | Чемпіонат Франції    | Ґрунт    | Ніл Фрейзер    | Вільгельм Бунгерт Крістіан Кунке   | 6–3, 6–4, 7–5               |
| Перемога         | 1963 | Чемпіонат Франції    | Ґрунт    | Маноло Сантана | Гордон Форбс Ейб Сегал             | 6–2, 6–4, 6–4               |
| Поразка          | 1964 | Чемпіонат Австралії  | Трава    | Кен Флетчер    | Боб Х'юїтт Фред Столле             | 4–6, 5–7, 6–3, 6–4, 12–14   |
| Перемога         | 1964 | Чемпіонат Франції    | Ґрунт    | Кен Флетчер    | Джон Ньюкомб Тоні Рош              | 7–5, 6–3, 3–6, 7–5          |
| Поразка          | 1964 | Вімблдонський турнір | Трава    | Кен Флетчер    | Боб Х'юїтт Фред Столле             | 5–7, 9–11, 4–6              |
| Поразка          | 1965 | Чемпіонат Австралії  | Трава    | Фред Столле    | Джон Ньюком Тоні Рош               | 6–3, 6–4, 11–13, 3–6, 4–6   |
| Перемога         | 1965 | Чемпіонат Франції    | Ґрунт    | Фред Столле    | Кен Флетчер Боб Х'юїтт             | 6–8, 6–3, 8–6, 6–2          |
| Перемога         | 1965 | Чемпіонат США        | Трава    | Фред Столле    | Франк Фрелінг Чарльз Пасарелл      | 6–4, 10–12, 7–5, 6–3        |
| Перемога         | 1966 | Чемпіонат Австралії  | Трава    | Фред Столле    | Джон Ньюком Тоні Рош               | 7–9, 6–3, 6–8, 14–12, 12–10 |
| Перемога         | 1966 | Чемпіонат США        | Трава    | Фред Столле    | Кларк Гребнер Денніс Релстон       | 6–4, 6–4, 6–4               |
| Поразка          | 1967 | Чемпіонат Франції    | Ґрунт    | Кен Флетчер    | Джон Ньюком Тоні Рош               | 3–6, 7–9, 10–12             |
| Поразка          | 1967 | Вімблдонський турнір | Трава    | Кен Флетчер    | Боб Х'юїтт Фрю Макміллан           | 2–6, 3–6, 4–6               |
| ↓ Відкрита ера ↓ |      |                      |          |                |                                    |                             |
| Поразка          | 1968 | French Open          | Ґрунт    | Род Лейвер     | Кен Розволл Фред Столле            | 3–6, 4–6, 3–6               |
| Перемога         | 1969 | Australian Open      | Трава    | Род Лейвер     | Кен Роузволл Фред Столле           | 6–4, 6–4                    |
| Поразка          | 1969 | French Open          | Ґрунт    | Род Лейвер     | Джон Ньюком Тоні Рош               | 6–4, 1–6, 6–3, 4–6, 4–6     |
| Поразка          | 1970 | US Open              | Трава    | Род Лейвер     | П'єр Бартес Нікола Пилич           | 3–6, 6–7, 6–4, 6–7          |
| Перемога         | 1971 | Wimbledon            | Трава    | Род Лейвер     | Артур Еш Денніс Релстон            | 4–6, 9–7, 6–8, 6–4, 6–4     |

### Мікст: 2 фінали
| Результат | Рік  | Турнір              | Поверхня | Партнерка         | Супротивники              | Рахунок       |
| --------- | ---- | ------------------- | -------- | ----------------- | ------------------------- | ------------- |
| Поразка   | 1956 | Чемпіонат Австралії | Трава    | Мері Бевіс Гоутон | Берил Пенроуз Ніл Фрейзер | 2–6, 4–6      |
| Поразка   | 1960 | Чемпіонат Франції   | Ґрунт    | Енн Гейдон-Джонс  | Марія Буено Роберт Гоу    | 6–1, 1–6, 2–6 |